# Peugeot 304

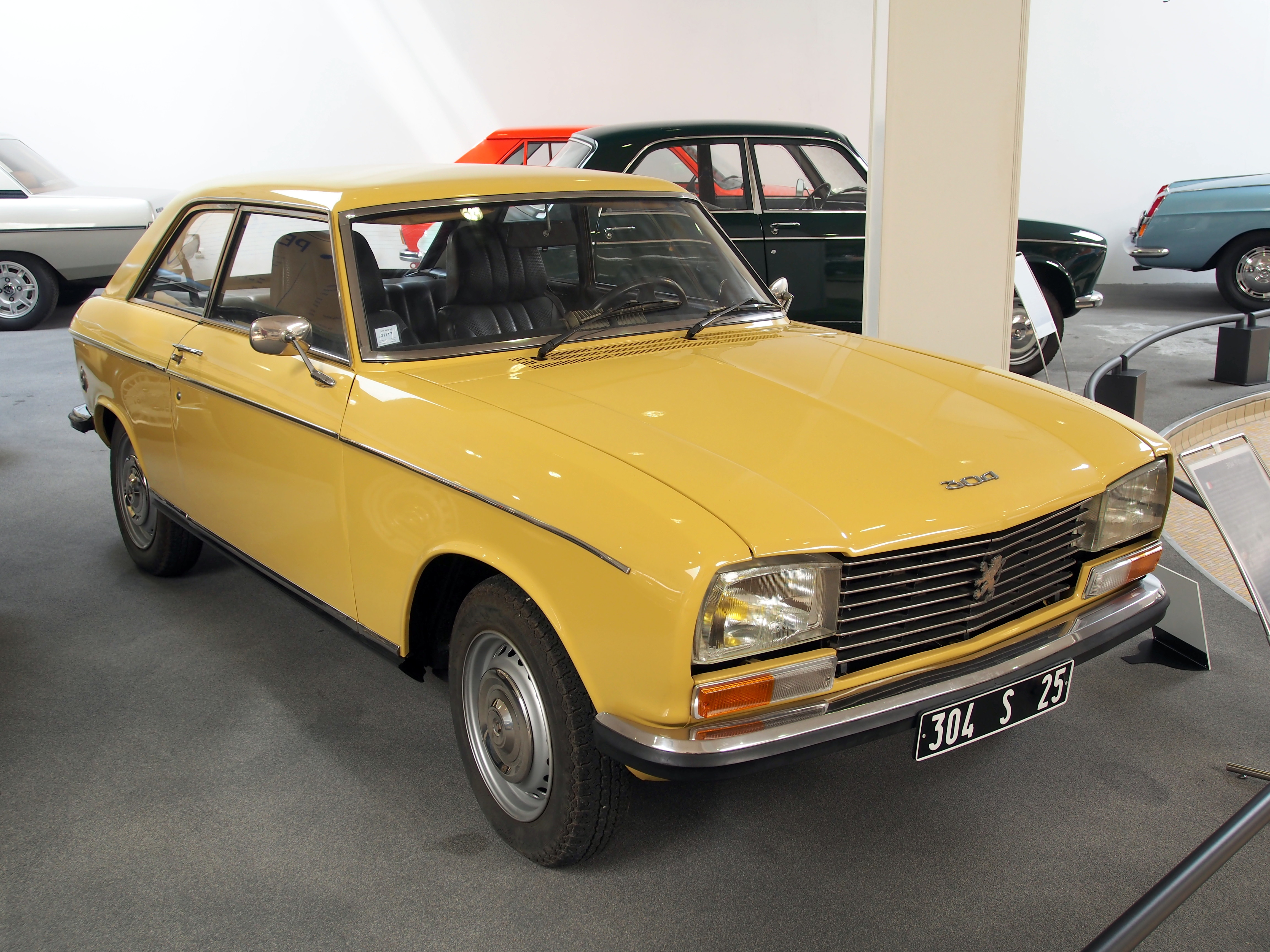
Peugeot 304 Coupé

Peugeot 304 var en förlängd version av Peugeot 204, med rymligare bagage och större motor. Den kantigare nosen var inspirerad av storebror 504. Precis som 204 fanns den som sedan, kombi, coupé och cabriolet. Samtliga varianter såldes i Sverige. De första modellerna använde samma mittsektion som 204, men för modellår 1973 fick sedanen en ny takprofil, högre och kantigare, som också innebar nya bakdörrar. Medan sedanen hade ett eget, längre bakparti, använde 304 Break (kombi) samma bakdel som 204 Break. Det gjorde att sedanmodellen faktiskt var längre än kombin.

## Historik
Modellen togs fram för att fylla utrymmet mellan den mindre 204 och de större 404- och 504-modellerna. 204:ans konstruktion med tvärställd motor och framhjulsdrift gav goda innerutrymmen, och för att spara pengar återanvände man mittre delen av karossen och försåg den med en ny bakdel och front. Det längre bakpartiet gav mer rum för bagage och den nya fronten knöt an till den lite modernare designen från Peugeot 504. En lite starkare motor än i 204 gjorde också att köparna som valde 304 var beredda att betala något mer än vad en 204 kostade. Coupé- och cabrioletvarianterna som togs fram ersatte motsvarande modeller från 204-serien. 
Motorn var på 1,3 liter och hade 62 eller 72 hästkrafter. Senare fanns den också med dieselmotor. Coupén och cabrioleten (introducerade 1970) lades ner 1975, medan sedanvarianten byggdes tills 1979. Kombin fortsatte tills 1980, när en kombiversion av efterföljaren 305 presenterades. Efter 1977 fanns det också en relativt sällsynt skåpvariant på vissa marknader, kallad "fourgonette".

## Teknik
Precis som 204 hade 304 tvärställd motor med växellådan monterad under motorn. Växlingen sköttes med en rattspak, men högerstyrda bilar fick en golvmonterad spak, och det fick även S-varianten med den starkare motorn. 